# Туркменистан на Светском првенству у атлетици на отвореном 1993.
Туркменистан је као самостална земља дебитовао на 4. Светском првенству у атлетици на отвореноми 1993. одржаном у Штутгарту од 13. до 22. августа и од тада је само са прекидом 1997. у Атини, учесник на светским првенствима на отвореноми. До овог првенства, атлетичари Туркменистана су учествовали на неким од ранијих такмичења у саставу репрезентације СССР.
У дебитантском учешћу на светским првенствима Туркменистан је предстаљао један атлетичар која се такмичио у скоку удаљ.
Такмичар Туркменистана није освојио ниједну медаљу, нити је оборио неки рекорд.

## Учесници
| Мушкарци: - Владимир Маљавин — Скок удаљ |

## Резултати

### Мушкарци
| Атлетичар        | Дисциплина | Лични рекорд | Квалификације | Квалификације | Финале               | Финале       | Детаљи |
| Атлетичар        | Дисциплина | Лични рекорд | Резултат      | Место         | Резултат             | Место        | Детаљи |
| ---------------- | ---------- | ------------ | ------------- | ------------- | -------------------- | ------------ | ------ |
| Владимир Маљавин | скок удаљ  | 7,92 НР      | 7,66          | 11 у гр А     | Није се квалификовао | 24 / 43 (45) | [ 1 ]  |